# Shawn Burr
Shawn Christopher Burr, född 1 juli 1966 i Sarnia i Ontario, död 5 augusti 2013 i Detroit, Michigan, var en kanadensisk professionell ishockeyspelare som spelade för Detroit Red Wings, Tampa Bay Lightning och San Jose Sharks i NHL mellan 1984 och 2000. Under sina 16 säsonger i NHL lyckades han producera 440 poäng (181 mål + 269 assists) samt 1 069 utvisningsminuter på 878 matcher. Burr blev draftad i första rundan i 1984 års draft av Red Wings som sjunde spelare totalt.
Den 27 februari 2011 blev han diagnostiserad med akut myeloisk leukemi och genomgick totalt 21 kemoterapibehandlingar, som resulterade i att cancern besegrades. Flera månader senare kom dock cancern tillbaka och läkarna beslutade att Burr skulle genomgå stamcellstransplantationer för att få bukt med leukemin. Den 5 augusti 2013 skadades Burr svårt efter att han ramlat i trappan i sitt hem och landat på huvudet. I och med fallet ådrog han sig en allvarlig hjärnskada och senare under dagen avled han på sjukhus vid en ålder av 47 år. Han efterlämnade fru och två döttrar.